# Chris Smith, Nam tước Smith xứ Finsbury
Christopher Robert Smith, Nam tước Smith xứ Finsbury, PC (sinh ngày 24 tháng 7 năm 1951) là một chính khách người Anh và là người huấn tước; một cựu Nghị sĩ Quốc hội và Bộ trưởng Nội các; và cựu chủ tịch Cơ quan Môi trường. Trong phần lớn sự nghiệp của mình, ông là một đảng viên Lao động. Ông là nghị sĩ Anh đồng tính nam đầu tiên công khai, ra mắt vào năm 1984, và năm 2005, là nghị sĩ đầu tiên thừa nhận rằng ông dương tính với HIV.

## Đầu đời
Chris Smith sinh ra ở Barnet, London, và được đào tạo tại Cao đẳng George Watson ở Edinburgh và Cao đẳng Pembroke, Cambridge. Tại Cambridge, ông đã đạt được bằng danh dự hạng nhất về tiếng Anh và bằng tiến sĩ với luận án về Coleridge và Wordsworth. Ông theo học Đại học Harvard với tư cách là Học giả Kennedy, và là chủ tịch của Hội Liên hiệp Cambridge.

## Đời tư
Năm 2005, Smith tham gia chung sống dân sự với Dorian Jabri, bạn đời của ông từ năm 1987. Cặp đôi này đã ly thân một cách thân thiện vào năm 2012.

### Tình trạng HIV
Vào năm 2003, Smith được một phóng viên của The Sunday Times liên lạc với yêu cầu bình luận về tình trạng sức khỏe của ông nhưng ông đã từ chối, trích dẫn Bộ luật Khiếu nại Báo chí.  Tuy nhiên, hai năm sau, vào năm 2005, ông liên hệ với biên tập viên của tờ báo và tiết lộ trong một câu chuyện, có tựa đề "Tại sao đây là lúc để phá vỡ sự im lặng về HIV của tôi", ông đã được chẩn đoán là dương tính với HIV từ năm 1987. Ông tuyên bố rằng ông đã quyết định công khai sau khi Nelson Mandela thông báo về cái chết của con trai ông vì AIDS.